# Tom Starcevich
Leslie Thomas (Thomislav) Starcevich (Perth, 5. ožujka 1918. – Esperance, 17. studenog 1989.), australski vojnik hrvatskog podrijetla, nositelj Viktorijinog križa za iskazanu hrabrost u borbama na Sjevernoafričkom i Pacifičkom bojištu u Drugom svjetskom ratu. Unatoč hrabrosti i iskustvu, za cijeloga je vojnikovanja imao čin pozornika.
Rođen je u obitelji Engleskinje Gertrude May Starcevich i oca Hrvata Josipa Starčevića (Josepha Starcevicha), podrijetlom iz Liča u Gorskom kotaru, kao jedno od desetero djece. Izbijanjem Drugoga svjetskog rata, prvo se Tomov stariji brat Joseph Frederick (Joe) u listopadu 1940., a potom i Tom u travnju 1941. pridružuju dobrovoljačkim postrojbama Australske vojske. Brat Joe bio je ratni zarobljenik u japanskomu radnom logoru Changi, radeći na gradnji Burmanske željeznice, no preživio je rat hospitalizacijom neposredno prije atomskog bombardiranja Nagasakija.
Tomov ratni put počeo je na Sjevernoafričkome bojištu, gdje je ranjen u Prvoj bitci kod El Alameina. Po oporavku odlazi na Novogvinejsko bojište, gdje sudjeluje u bitkama za poluotok Huon. Prilikom osvajanja Beauforta na Sjevernomu Borneu krajem lipnja 1945. istaknuo se junaštvom zbog kojega ga je po završetku rata australski premijer James Mitchell odlikovao Viktorijinim križem. Kasnije mu je na mjestu njegova junaštva, u današnjem Sabahu u Maleziji, postavljeno spomen-obilježje. Razvojačen je u veljači 1946.
U prosincu 1947. oženio je Kathleen Betty Warr s kojom je imao troje djece. Prvih nekoliko godina po završetku rata radio je kao trgovac automobilima u rodnomu Perthu. Dobivši 1951. poljoprivredno zemljište u sklopu državnoga programa potpore vojnicima, zajedno s bratom Josephom okreće se proizvodnji pšenice i ovčarstvu. Umro je i pokopan 1989. u Esperanci.